# Everybody Loves Somebody (album)
Everybody Loves Somebody – kompilacyjny album piosenkarza Deana Martina wydany w 1964 roku przez Reprise Records. Zawierał utwory nagrane w latach 1962–1964 i ukazał się tego samego dnia co album Dream with Dean, na którym również znalazł się utwór Everybody Loves Somebody, ale była to inna wersja tej piosenki i nie zyskała takiej popularności jak ta, która została zawarta w tym albumie.

## Utwory
1. Everybody Loves Somebody
2. Your Other Love
3. Shutters and Boards
4. Baby-O
5. A Little Voice
6. Things
7. My Heart Cries For You
8. Siesta Fiesta
9. From Lover to Loser
10. Just Close Your Eyes
11. Corrine Corrina
12. Face in a Crowd